# Lanckorona
Lanckorona è un comune rurale polacco del distretto di Wadowice, nel voivodato della Piccola Polonia.
Ricopre una superficie di 40,61 km² e nel 2004 contava 5 787 abitanti.